# Tataháza
Tataháza là một thị trấn thuộc hạt Bács-Kiskun, Hungary. Thị trấn này có diện tích 26,1 km², dân số năm 2010 là 1271 người, mật độ 49 người/km².